# Lycosa similis
Lycosa similis este o specie de păianjeni din genul Lycosa, familia Lycosidae, descrisă de Banks în anul 1892. Conform Catalogue of Life specia Lycosa similis nu are subspecii cunoscute.